# Medina (dio grada)
Medina četvrt (arapski: المدينة القديمة‎) je gradska četvrt koja se može pronaći u mnogim sjevernoafričkim gradovima. Riječ medina (na modernom arapskom: مدينة‎, madīna) jednostavno znači "grad" ili "naselje". Obično je utvrđena (kazba) i ispresjecana labirintom uskih ulica, te ima brojne sokake, česme, palače i džamije. Zbog veoma uskih ulica, i do samo jednog metra širine, često su zatvorene za automobilski promet, a u nekim slučajevima čak i za promet motociklima i biciklima. Zbog ovoga su ove četvrti jedinstvene u veoma naseljenim urbanim središtima i privlače najviše turista jer pružaju jedinstven pogled u negdašnji način života u starim gradovima, kako se živjelo stoljećima, sa starom arhitekturom i načinom trgovanja. 
Znamenite medine su: 
- Medina Fesa (Maroko) je najveće urbano područje na svijetu bez prometa automobila
- Medina Esauire, Medina Meknesa, Medina Marakeša. Medina Tetuana (Maroko)
- Kazba Alžira (Alžir)
- Kairuan, Susa (Tunis)
- Mdina (Malta)
- Bengazi, Gadames, Tripoli (Libija)

- Medina Kairuana
- Medina Medina Suse 1899. god.
- Medina Fesa
- Medina Esauire
- Bojadisaona u Medini Marakeša

## Poveznice
- Kazba
- Bazar
- Sokak

## Vanjske poveznice
- Karta medine Tunisa  Arhivirana inačica izvorne stranice od 10. listopada 2004. (Wayback Machine)
- Definicija medine na berkeley.edu  Arhivirana inačica izvorne stranice od 20. studenoga 2005. (Wayback Machine)